# 미천고은로
미천고은로(Micheongoeun-ro)는 충청북도 청주시 상당구 문의면문의사거리에서 상당구 남일면고은삼거리를 잇는 도로이다.

## 주요 경유지
충청북도
- 청주시 상당구 (문의면 - 남일면)

## 노선
전 구간 국가지원지방도 제32호선에 속하므로 이에 대한 별도 표기는 생략한다.
| 이름          | 접속 노선                 | 소재지        | 소재지        | 소재지        | 비고          |
| 신문로와 직결 | 신문로와 직결             | 신문로와 직결 | 신문로와 직결 | 신문로와 직결 | 신문로와 직결 |
| ------------- | ------------------------- | ------------- | ------------- | ------------- | ------------- |
| 문의사거리    | 문의시내로 회남문의로     | 청주시        | 상당구        | 문의면        |               |
| 문이IC사거리  | 제30호선 서산영덕고속도로 | 청주시        | 상당구        | 문의면        |               |
| 남계2사거리   | 남계길                    | 청주시        | 상당구        | 문의면        |               |
| 남계1사거리   | 남계2길                   | 청주시        | 상당구        | 문의면        |               |
| 남계3사거리   | 남계3길                   | 청주시        | 상당구        | 문의면        |               |
| 화당삼거리    | 척산화당로                | 청주시        | 상당구        | 남일면        |               |
| 화당교        |                           | 청주시        | 상당구        | 남일면        |               |
| 화당2삼거리   | 화당길                    | 청주시        | 상당구        | 남일면        |               |
| 가산삼거리    |                           | 청주시        | 상당구        | 남일면        |               |
| 무심천교      |                           | 청주시        | 상당구        | 남일면        |               |
| 고은삼거리    | 국도 제25호선 (단재로)    | 청주시        | 상당구        | 남일면        |               |
| 단재로와 직결 |                           |               |               |               |               |

## 주요 건물 및 시설
- HD현대오일뱅크 문의IC충전소 (미천고은로 61/남계리 179-18)
- 알뜰 문의IC주유소 (미천고은로 63/남계리 179-12)
- S-OIL 호반주유소 (미천고은로 118/국전리 229-1)}
- GS칼텍스 진영주유소 (미천고은로 148-3/남계리 155-4)
- GS칼텍스 진영가스충전소 (미천고은로 152/남계리 155-1)
- SK에너지 성남주유소 (미천고은로 153/남계리 363-2)